# Nusalala dispar
Nusalala dispar is een insect uit de familie van de bruine gaasvliegen (Hemerobiidae), die tot de orde netvleugeligen (Neuroptera) behoort. 
Nusalala dispar is voor het eerst wetenschappelijk beschreven door Banks in 1910.